# In Salah
In Salah (în arabă ان صالح) este o comună din provincia Tamanrasset, Algeria.
Populația comunei este de 32.518 locuitori (2008).